# Ján Šikura
Ján Štefan Šikura (Mosóc, 1898. december 28. – Turócszentmárton, 1945. január 31.) szlovák történész, középiskolai tanár.

## Élete
A besztercebányai gimnáziumban tanult, majd a prágai Károly Egyetemen végzett. Előbb Zsolnán, majd 1925-től Turócszentmártonban tanított. Itt a Szlovák Nemzeti Múzeum éremtárának őre lett, illetve a numizmatikai kabinet alapítója volt. Részt vett a szlovák nemzeti felkelésben, de 1944 decemberében elfogták.
Turóc történetével foglalkozott, jelentős kéziratokat gyűjtött fel. Több falukrónikát írt.

## Művei
- 1930 Ján Jiskra na Slovensku (disszertáció)
- 1934 Z dejín kúrii v Slovenskom Pravne. Martin
- 1937 Počiatky panstva Révayovcov v Turci
- 1938 Husiti, jiskrovci a bratríci v dejinách Spiša – 1431–1462
- 1944 Miestopisné dejiny Turca. Bratislava
- Kéziratai a Matica slovenská gyűjteményében